# Dixie Inn
Dixie Inn és una població dels Estats Units a l'estat de Louisiana. Segons el cens del 2000 tenia 352 habitants.

## Demografia
Segons el cens del 2000, Dixie Inn tenia 352 habitants, 146 habitatges, i 88 famílies. La densitat de població era de 453 habitants/km².
Dels 146 habitatges en un 32,9% hi vivien nens de menys de 18 anys, en un 32,2% hi vivien parelles casades, en un 19,2% dones solteres, i en un 39,7% no eren unitats familiars. En el 32,2% dels habitatges hi vivien persones soles el 13% de les quals corresponia a persones de 65 anys o més que vivien soles. El nombre mitjà de persones vivint en cada habitatge era de 2,41 i el nombre mitjà de persones que vivien en cada família era de 3,03.
Per edats la població es repartia de la següent manera: un 28,7% tenia menys de 18 anys, un 9,7% entre 18 i 24, un 31,8% entre 25 i 44, un 18,2% de 45 a 60 i un 11,6% 65 anys o més.
L'edat mediana era de 32 anys. Per cada 100 dones de 18 o més anys hi havia 88,7 homes.
La renda mediana per habitatge era de 21.500 $ i la renda mediana per família de 19.750 $. Els homes tenien una renda mediana de 28.000 $ mentre que les dones 20.500 $. La renda per capita de la població era de 12.303 $. Entorn del 27,2% de les famílies i el 29,1% de la població estaven per davall del llindar de pobresa.

## Poblacions més properes
El següent diagrama mostra les poblacions més properes.